# تیبو بارگاس
تیبو بارگاس (انگلیسی: Thibaut Vargas؛ زادهٔ ۲۲ مهٔ ۲۰۰۰) بازیکن فوتبال است.
از باشگاه‌هایی که در آن بازی کرده‌است می‌توان به باشگاه فوتبال نانسی اشاره کرد.